# 1966 في اليابان
فيما يلي قوائم الأحداث التي وقعت خلال عام 1966 في اليابان.

## سياسة

### تعيين في المنصب
- 3 ديسمبر – تاكيو ميكي وزير الشؤون الخارجية [الإنجليزية]‏.

## برامج ومسلسلات وأنمي
- رعد العملاق

## مواليد

### يناير
- 1 يناير – جوجي موريكاوا مانغاكا ياباني.
- 1 يناير – ريو نيشيزاوا مهندس معماري ياباني.
- 5 يناير – يوري أمانو
- 9 يناير – تاتسورو موكوجيما لاعب كرة قدم ياباني.
- 17 يناير – نوبويوكي كوجيما لاعبو كرة قدم يابانيون.
- 27 يناير – كين سوغيموري
- 28 يناير – سيجي ميزوشيما مخرج أفلام ياباني.
- 31 يناير – شيغيميتسو إيهغاوا لاعب كرة قدم ياباني.

### فبراير
- 2 فبراير – كازويا تسوروماكي

### أبريل
- 2 أبريل – ماساهيرو سوكيغارا لاعب كرة قدم ياباني.
- 3 أبريل – مينا توميناجا ممثلة يابانية.
- 9 أبريل – جوكو إيموتو لاعب كرة قدم ياباني.
- 11 أبريل – كازيا إيتشيجو مؤدّي صوت ياباني.
- 12 أبريل – ياسويوكي ساتو لاعب كرة قدم ياباني.
- 18 أبريل – أتسوشي شيراإي لاعب كرة قدم ياباني.
- 26 أبريل – نوريياسو نماتا متسابق دراجات نارية ياباني.
- 26 أبريل – يوشيهيرو توغاشي مانغاكا ياباني.

### مايو
- 16 مايو – إيهإيج هيراتا لاعب كرة قدم ياباني.
- 19 مايو – تاداشي ساساكي لاعب كرة قدم ياباني.
- 26 مايو – هيروكي توتشي
- 27 مايو – فوجأو ياماموتو لاعب كرة قدم ياباني.

### يونيو
- 7 يونيو – أيومي كيدا مؤدّية صوت يابانية.
- 13 يونيو – ناوكي هاتوري
- 21 يونيو – كاتسو كاندا لاعب كرة قدم ياباني.
- 26 يونيو – يوكو ميناغوتشي
- 29 يونيو – تورو موريكاوا لاعب كرة قدم ياباني.
- 29 يونيو – يوكو كاميو مانغاكا يابانية.

### يوليو
- 9 يوليو – أكيهيكو كاميكاوا لاعب كرة قدم ياباني.
- 10 يوليو – هيروكي أدزوما لاعب كرة قدم ياباني.
- 11 يوليو – كينتارو ميورا مانغاكا ياباني.
- 18 يوليو – تسوتومو أوغورا لاعب كرة قدم ياباني.
- 25 يوليو – واتارو تاكاغي
- 31 يوليو – يوشيوكي ماتسوياما لاعبو كرة قدم يابانيون.

### أغسطس
- 15 أغسطس – كازوتو ساكاتا متسابق دراجات نارية ياباني.
- 22 أغسطس – ميتشيهيسا داتي لاعب كرة قدم ياباني.

### سبتمبر
- 8 سبتمبر – أكييوشي يوشيد لاعب كرة قدم ياباني.
- 11 سبتمبر – كيكو أميرة أكيشينو
- 23 سبتمبر – يوشينوري كيتاسي منتج ألعاب فيديو ياباني.

### أكتوبر
- 20 أكتوبر – هيروأكي كومون لاعب كرة قدم ياباني.

### نوفمبر
- 4 نوفمبر – ماسايوكي ميورا لاعب كرة قدم ياباني.
- 6 نوفمبر – كاي أراكي
- 11 نوفمبر – إيساكو كوبونوشي مانغاكا ياباني.
- 22 نوفمبر – ياسوتاكا يوشيد لاعب كرة قدم ياباني.
- 30 نوفمبر – هيروكي شيبويا لاعب كرة قدم ياباني.

### ديسمبر
- 1 ديسمبر – ماسانوري إيكيدا
- 2 ديسمبر – جينساي شينزاكي مصارع محترف ياباني.
- 3 ديسمبر – شوإيتشي أإيهمورا لاعب كرة قدم ياباني.
- 7 ديسمبر – شينيتشي إيتو متسابق دراجات نارية ياباني.
- 16 ديسمبر – أكيهيرو كاميدا لاعب كرة قدم ياباني.
- 19 ديسمبر – هيروكادز كشي لاعب كرة قدم ياباني.
- 20 ديسمبر – نانو كاتسراغي
- 20 ديسمبر – يومي توما مغنية يابانية.
- 22 ديسمبر – ماسانوري موريتا مانغاكا ياباني.
- 25 ديسمبر – توشي أراي سائق رالي ياباني.
- 27 ديسمبر – ماساهيرو فوكودا لاعبو كرة قدم يابانيون.

## وفيات

### أبريل
- 23 أبريل – جورج أوشاوا (مواليد 1893) أخصائي تغذية ياباني.